# Condé-en-Brie (tổng)
Tổng Condé-en-Brie là một tổng ở tỉnh Aisne trong vùng Hauts-de-France.

## Địa lý
Tổng này được tổ chức xung quanh Condé-en-Brie thuộc quận Château-Thierry. Độ cao thay đổi từ 62 m (Barzy-sur-Marne) đến 254 m (La Chapelle-Monthodon) với độ cao trung bình 127 m.

## Hành chính
| Giai đoạn | Ủy viên          | Đảng | Tư cách |
| --------- | ---------------- | ---- | ------- |
| 2008-2014 | Éric Mangin      | UMP  |         |
| 2001-2008 | Jacqueline Dupic | UDF  |         |

## Các đơn vị cấp dưới
Tổng Condé-en-Brie gồm 27 xã với dân số là 7 919 người (điều tra năm 1999, dân số không tính trùng)
| Xã                       | Dân số | Mã bưu chính | Mã insee |
| ------------------------ | ------ | ------------ | -------- |
| Artonges                 | 145    | 2330         | 02026    |
| Barzy-sur-Marne          | 356    | 2850         | 02051    |
| Baulne-en-Brie           | 238    | 2330         | 02053    |
| Celles-lès-Condé         | 77     | 2330         | 02146    |
| La Celle-sous-Montmirail | 81     | 2540         | 02147    |
| La Chapelle-Monthodon    | 209    | 2330         | 02161    |
| Chartèves                | 370    | 2400         | 02166    |
| Condé-en-Brie            | 626    | 2330         | 02209    |
| Connigis                 | 266    | 2330         | 02213    |
| Courboin                 | 269    | 2330         | 02223    |
| Courtemont-Varennes      | 295    | 2850         | 02228    |
| Crézancy                 | 1 069  | 2650         | 02239    |
| Fontenelle-en-Brie       | 171    | 2540         | 02325    |
| Jaulgonne                | 618    | 2850         | 02389    |
| Marchais-en-Brie         | 240    | 2540         | 02458    |
| Mézy-Moulins             | 461    | 2650         | 02484    |
| Monthurel                | 121    | 2330         | 02510    |
| Montigny-lès-Condé       | 56     | 2330         | 02515    |
| Montlevon                | 255    | 2330         | 02518    |
| Pargny-la-Dhuys          | 158    | 2330         | 02590    |
| Passy-sur-Marne          | 112    | 2850         | 02595    |
| Reuilly-Sauvigny         | 213    | 2850         | 02645    |
| Rozoy-Bellevalle         | 100    | 2540         | 02664    |
| Saint-Agnan              | 106    | 2330         | 02669    |
| Saint-Eugène             | 203    | 2330         | 02677    |
| Trélou-sur-Marne         | 892    | 2850         | 02748    |
| Viffort                  | 212    | 2540         | 02800    |

## Biến động dân số
| 1962                                                     | 1968  | 1975  | 1982  | 1990  | 1999  |
| -------------------------------------------------------- | ----- | ----- | ----- | ----- | ----- |
| 6 458                                                    | 7 040 | 6 772 | 7 012 | 7 458 | 7 919 |
| Nombre retenu à partir de 1962 : dân số không tính trùng |       |       |       |       |       |